# Olimbek Achildiev
Olimbek Achildiev (* 12. Dezember 1986) ist ein ehemaliger usbekischer Gewichtheber.

## Karriere
Achildiev erreichte bei den Asienmeisterschaften 2007 in Shandong den vierten Platz in der Klasse bis 105 kg. Bei den Weltmeisterschaften im selben Jahr in Chiang Mai wurde er allerdings wegen eines Dopingverstoßes disqualifiziert. Vom Weltverband IWF wurde er bis 2009 gesperrt. 2010 wurde er positiv auf Metandienon getestet und danach lebenslang gesperrt.